# Hipólito Rincón
Hipólito 'Poli' Rincón Povedano (Madrid, 28 de abril de 1957) é um ex-futebolista espanhol, que atuava como atacante.

## Carreira
Hipólito Rincón fez parte do elenco da Seleção Espanhola de Futebol da Copa do Mundo de 1986. Ele não atuou em Copas, apenas na Olimpíada de 1980.

## Títulos

### Clube
Real Madrid
- La Liga: 1978–79, 1979–80
- Copa del Rey: 1979–80

### Individual
- Pichichi: 1982–83